# Georges Griois
 (août 2020).
Si vous disposez d'ouvrages ou d'articles de référence ou si vous connaissez des sites web de qualité traitant du thème abordé ici, merci de compléter l'article en donnant les références utiles à sa vérifiabilité et en les liant à la section « Notes et références ».
Pour les articles homonymes, voir Griois.
Georges Griois, peintre français est né à Boulogne-sur-Mer le 5 août 1872 et mort à Ermont le 27 novembre 1944.

## Biographie
Classé dans le mouvement du Postimpressionnisme, Georges Griois apprend très jeune l'art du dessin à l'école de dessin de Boulogne-sur-Mer sous le professorat d'Arthur Cloquié et Adolphe Thomas. Il aura comme compagnon sur les bancs le peintre fauve Victor Dupont. Dans cet établissement, alors âgé de 21 ans en 1893, il reçoit deux médailles d’argent de 3e classe, une pour l'enseignement académique, l'autre pour le modelage.
Il restera toute sa vie attaché à cette discipline qu'il mettra en pratique tant dans l'exercice de son métier de décorateur que de celui d'artiste peintre. Il participe activement à la vie artistique boulonnaise en exposant notamment à diverses manifestations dont celles de la Société des Beaux-Arts et Arts Industriels, de 1902 et 1903. Il y expose des paysages des alentours de Boulogne-sur-Mer. Son implication est également visible par le fait qu’il est membre de la Société des Beaux-Arts et Arts Industriels, secrétaire du comité d’organisation des expositions de 1902 et 1903 et, en 1911, il participe activement à la création de la Société des Artistes boulonnais, dont il devient ensuite le secrétaire. À partir de 1925, il expose aux Salons des Indépendants et ce jusqu’en 1944, à l’exception de 1935 et de 1939 à 1941. On le retrouvera aussi dans les salons de Lorient, Roubaix, ...
Témoin de la vie portuaire, Georges Griois dessine et peint de nombreuses toiles témoignant ainsi de la rude vie des marins-pêcheurs. Pour vivre son art, il s'immerge dans cette partie de Boulogne-sur-mer ; il en décrit les rues du quartier des marins, les scènes de fêtes de la mer, les portraits de ces pêcheurs burinés par le sel et le froid, les harenguiers au départ, à l'arrivée. Il restitue l'activité de la pêche avec la vision moderne de son époque, située à la confrontation de la voile et la vapeur.
En 1939, lorsque Boulogne-sur-Mer est envahie par les Allemands, il part s’installer dans l’Oise. Il décède en 1944 à Ermont, alors qu’il participe encore cette même année au Salon des Indépendants de Paris. Il est enterré au cimetière de l'Est (Boulogne-sur-Mer).